# Pablo Neruda
Pablo Neruda (Parral, 12. srpnja 1904. – Santiago de Chile, 23. rujna 1973.), čileanski je pjesnik i diplomat, pravim imenom Ricardo Eliécer Neftalí Reyes Basoalto.
Kao diplomat bio veleposlanik u Indiji, Argentini i Španjolskoj te proveo je više godina u Madridu gdje se sprijateljio s Lorcom i drugim španjolskim pjesnicima te pristupio antifašističkom pokretu, zbog čega je u Čileu bio proganjan nakon govora Yo acuso... u kojem je kritizirao nasilnu supresiju radničkih protesta koju je provodila tadašnja vlada. U početku piše pretežno ljubavnu liriku, a kasnije prelazi na društveno i politički angažiranu poeziju koja govori protiv ratnih strahota i ustaje u obranu potlačenih.
Objavio je 19 zbirki poezije, od kojih je najznačajnija Španjolska u srcu u kojoj daje potresnu, ali uvjerljivu sliku borbe španjolskog naroda počevši pisati o socijalno-političkim temama za vrijeme Španjolskog građanskog rata. Život i svijet doživljavao je prvenstveno čulno, pa su uzbuđenje, ogorčenje, samilost i srdžba osnovni motivi njegove poezije.
Stilski, prešao je put od neoromantizma preko nadrealizma do čiste borbene i socijalne poezije. Osnovne su mu teme u ranijim godinama ljubav, kasnije pustoš, samoća, patnje, borba i smrt. Njegov vulkanski temperament, vječita spremnost da na nešto reagira i da se za nešto bori, učinio ga je jednim od najplodnijih (30 zbirki), ali i kvalitativno najneujednačenijih velikih pjesnika XX. stoljeća.
Njegov Sveopći spjev (Canto general, 1950.), postao je simbolom stremljenja za književnost čileanskog naroda.
Godine 1971. dodijeljena mu je Nobelova nagrada za književnost.
Godine 1973. umire od raka prostate, tek nekoliko sati nakon napuštanja bolnice zbog sumnje da ga je doktor, po naredbi vlade, otrovao.
Ostala djela: 
• Crepusculario, 1923.
• Dvadeset ljubavnih i jedna očajna, 1924.
• Prstenovi, 1926.
• Pokušaj neizmjernog čovjeka, 1926.
• Boravak na zemlji, 1935.
• Elementarne ode, 1954.
• Sto ljubavnih soneta, 1959.
• Podsjetnik s Crnog otoka, 1964.
• Ruke dana, 1968.
• Kraj svijeta, 1969.

## Radovi
- Crepusculario; Santiago, 1923.
- Dvadeset ljubavnih i jedna očajna pjesma; Santiago, 1924.
- Pokušaj neizmjernog čovjeka; Santiago, 1926.
- Prstenovi; Santiago, 1926. (Poetizirana proza Pabla Nerude i Tomása Laga.)
- El hondero entusiasta; Santiago, 1933.
- El habitante y su esperanza; Santiago, 1926. (Novela)
- Boravak na zemlji (pisano 1925–1931); Madrid, 1935.
- Španjolska u srcu (pisano 1936–1937); Santiago, 1937.
- Nova pjesma o ljubavi za Staljingradom; Meksiko, 1943.
- Treća rezidencija (pisano 1935–1945); Buenos Aires, 1947.
- Sveopći spjev; Meksiko, 1950.
- Kapetanove rime; Napulj, 1952
- Sva ljubav; Santiago, 1953.
- Grožđe i vjetar; Santiago, 1954.
- Elementalne ode; Buenos Aires, 1954.
- Nove elementalne ode; Buenos Aires, 1955.
- Treća knjiga oda; Buenos Aires, 1957.
- Estravagario; Buenos Aires, 1958.
- Navegaciones y regresos; Buenos Aires, 1959.
- Sto soneta o ljubavi; Santiago, 1959.
- Canción de gesta; Havana, 1960.
- Poesías: Las piedras de Chile; Buenos Aires, 1960.
- Cantos ceremoniales; Buenos Aires, 1961.
- Podsjetnik s Crnog otoka; Buenos Aires, 1964.
- Arte de pájaros. Santiago, 1966.
- Sjaj i smrt Joaquína Muriete; Santiago, 1967.
- La Barcarola; Buenos Aires, 1967.
- Ruke dana; Buenos Aires, 1968.
- Las. Buenos Aires, Losada, 1968.
- Comiendo en Hungría; Barcelona, 1969. (ko-autorstvo Miguela Ángela Asturiasa)
- Kraj svijeta; Santiago, 1969.
- Aún; Santiago, 1969.
- Maremoto; Santiago, 1970.
- La espada encendida; Buenos Aires, 1970.
- Kamenje neba; Buenos Aires, 1970.
- Discurso de Estocolmo; Italija, 1972.
- Geografía infructuosa; Buenos Aires, 1972.
- La rosa separada; Paris, 1972.
- Incitación al Nixonicidio y alabanza de la revolución chilena; Santiago, 1973.
- Geografija Pabla Nerude; Barcelona, 1973.